# Jaboticaba
Jaboticaba é um município brasileiro do estado do Rio Grande do Sul.
O nome da cidade se deve à grande quantidade de árvores de jabuticabeiras no seu território.[carece de fontes?] A extração das frutas de jabuticaba não representa ganho econômico significativo para seus habitantes, mas elas são a matéria prima das iguarias locais, como as geleias e os licores, que reforçam a identidade municipal. 
A parte urbana vem crescendo nos últimos anos, mas a maioria da população continua vivendo na zona rural.

## História
O povoamento foi fundado por descendentes de italianos chegados na segunda metade do século XIX.

## Economia
O município vive da agricultura e pecuária familiares. Os principais produtos cultivados são: carne bovina, leite, soja, trigo, milho, feijão e hortaliças.

## Educação
- Escola Estadual Padre Francisco Goettler
- Escola Municipal 30 de Novembro
- Escola Municipal Padre Roque Gonzales

## Geografia
Localiza-se a uma latitude 27º37'51" sul e a uma longitude 53º16'38" oeste, estando a uma altitude de 561 metros.
Possui uma área de 128 km² e sua população estimada em 2020 foi de 3.773 habitantes.

### Distritos
- Sede ou Jaboticaba[6] possui  cerca de 3 300 habitantes e está situado na região norte do município [7].
- O Distrito de Trentin [6] possui  cerca de 1 400 habitantes e está situado na região sul do município [7].